# Scytalopus speluncae
Scytalopus speluncae là một loài chim trong họ Rhinocryptidae.